# Zappanales

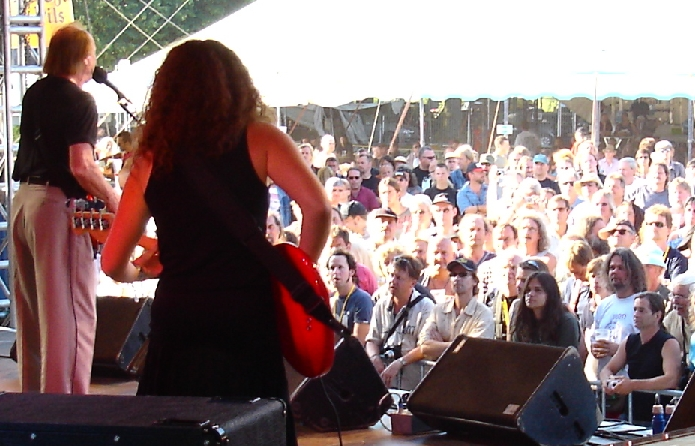
Adrian Belew sur la scène des Zappanales en 2006

Les Zappanales est un festival en hommage à Frank Zappa. Il se déroule au mois d'août à Bad Doberan (Nord-Est de l'Allemagne, à quelques kilomètres de Rostock). C'est le plus grand festival consacré à Frank Zappa. 
Chaque année, divers groupes se livrent à l'art délicat de la reprise, avec la participation d'anciens musiciens et amis de Frank Zappa (Ike Willis, par exemple, et Adrian Belew, en 2006). 